# Корбиоло (Верона)
Корбиоло је насеље у Италији у округу Верона, региону Венето.
Према процени из 2011. у насељу је живело 774 становника. Насеље се налази на надморској висини од 846 м.